# 王立鼎
王立鼎（1934年12月2日—），男，辽宁辽阳人，中国精密机械和微纳机械专家，中国科学院长春光学精密机械研究所研究员，大连理工大学教授。

## 生平
1934年生于辽宁辽阳。1960年毕业于吉林工业大学机械系。1995年当选为中国科学院院士。